# Сокуельямос
Сокуельямос (ісп. Socuéllamos) — муніципалітет в Іспанії, у складі автономної спільноти Кастилія-Ла-Манча, у провінції Сьюдад-Реаль. Населення — 13 651 особа (2010).
Муніципалітет розташований на відстані близько 150 км на південний схід від Мадрида, 100 км на схід від Сьюдад-Реаля.

## Демографія
Динаміка населення (INE ):

## Галерея зображень

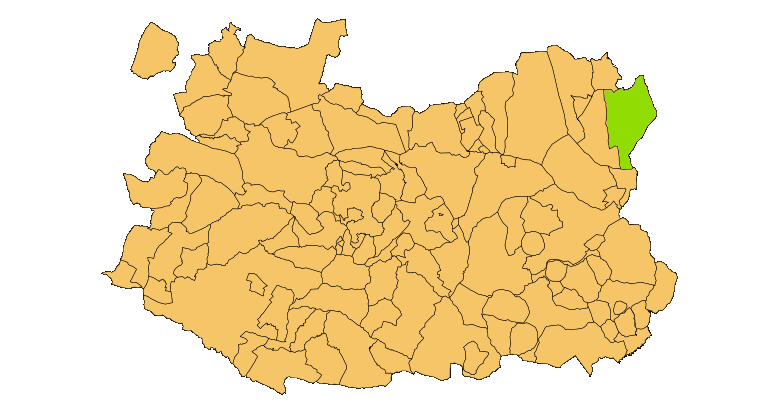
Розташування муніципалітету Сокуельямос у провінції